# Дани искушења
Дани искушења је југословенски филм из 1965. Режирао га је Бранко Гапо, а сценарио су писали Коле Чашуле и Бранко Гапо.

## Улоге
| Глумац             | Улога                        |
| ------------------ | ---------------------------- |
| Предраг Ћерамилац  | Орце                         |
| Рада Ђуричин       | Неда Христова                |
| Илија Џувалековски | Луков                        |
| Воја Мирић         | Иван, студент права          |
| Петре Прличко      | Фезлиев                      |
| Димитар Гешоски    | Тодор Иванов                 |
| Киро Ћортошев      | Крсто, кочијаш               |
| Дарко Дамевски     | Методи                       |
| Божидарка Фрајт    | Дафина                       |
| Душан Јанићијевић  | слепац                       |
| Ацо Јовановски     | човек на железничкој станици |
| Антун Налис        | Официр                       |
| Хермина Пипинић    | певачица                     |
| Јанез Врховец      | Ђорче Петров                 |
| Панче Камџик       | Бродски                      |
| Јон Исаја          | Милан Христов                |